# 瀬戸内タイムス
瀬戸内タイムス（せとうちタイムス）は有限会社瀬戸内タイムス（浦岡和明代表取締役）が発行する山口県光市がエリアのローカル紙。週3回刊。

## 役員
- 代表取締役　浦岡和明
- 編集長　通山倫江

## 本社
- 山口県光市光井7丁目6-3

2018年5月に光市中央1-1−20より移転

## 発行形態
- 山口県光市のみを取材エリアにしている。
- 月曜、水曜、金曜の週三回発行。印刷は外部委託。
- タブロイド版。光市の行政、イベントの動きを詳細に伝えている。

## 報道の特徴
- 紙は白色紙を使い、一面と最終面は黒と緑の二色刷りにしている。
- 不定期に投書コーナーを設けている。

## その他
もともと光市には「周南日報」というローカル紙があったが、健全なローカル紙文化の創造を目的に「瀬戸内タイムス」が創刊された。「周南日報」はその後「中央日報」と改称したのち廃刊になった。